# Municipio de Kelly (condado de Carter)
El municipio de Kelly (en inglés: Kelly Township) es un municipio ubicado en el condado de Carter en el estado estadounidense de Misuri. En el año 2010 tenía una población de 232 habitantes y una densidad poblacional de 0,68 personas por km².

## Geografía
El municipio de Kelly se encuentra ubicado en las coordenadas 36°50′41″N 90°59′20″O / 36.84472, -90.98889. Según la Oficina del Censo de los Estados Unidos, el municipio tiene una superficie total de 339.23 km², de la cual 337,47 km² corresponden a tierra firme y (0,52 %) 1,76 km² es agua.

## Demografía
Según el censo de 2010, había 232 personas residiendo en el municipio de Kelly. La densidad de población era de 0,68 hab./km². De los 232 habitantes, el municipio de Kelly estaba compuesto por el 85,34 % blancos, el 8,62 % eran amerindios, el 2,16 % eran asiáticos, el 0,43 % eran de otras razas y el 3,45 % eran de una mezcla de razas. Del total de la población el 2,16 % eran hispanos o latinos de cualquier raza.